# 奥田祥子
奥田 祥子（おくだ しょうこ、1966年9月 - ）は、日本のジャーナリスト。近畿大学教授。

## 略歴
京都府京都市出身。ニューヨーク大学文理大学院修士課程修了、慶應義塾大学大学院政策・メディア研究科博士課程単位取得。
1994年ニューヨーク大学大学院修了後、京都新聞社入社。1998年読売新聞社に転職。読売ウィークリー編集部、文化部などに在籍後、介護離職。2017年4月より近畿大学教授を務める。専門社会調査士。日本文藝家協会会員。専門は労働・福祉政策、ジェンダー論。シニア人材戦力化の課題、介護離職問題、男性の育休取得や女性の管理職登用の課題、労働問題の医療化、SDGs等を研究。20数年にわたり、同じ取材対象者に継続的にインタビューを行う。

## 著書
- 『男はつらいらしい』新潮社〈新潮新書〉、2007年8月。ISBN 978-4-10-610228-8。
- 『男はつらいらしい』講談社〈講談社+α文庫〉、2016年10月。ISBN 978-4-06-281695-3。
- 『男性漂流 男たちは何におびえているか』講談社〈講談社+α新書〉、2015年1月。ISBN 978-4-06-272887-4。
- 『男という名の絶望 病としての夫・父・息子』幻冬舎〈幻冬舎新書〉、2016年3月。ISBN 978-4-344-98413-4。
- 『「女性活躍」に翻弄される人びと』光文社〈光文社新書〉、2018年3月。ISBN 978-4-334-04340-7。
- 『夫婦幻想 子あり、子なし、子の成長後』筑摩書房〈ちくま新書〉、2019年7月。ISBN 978-4-480-07238-2。
- 『社会的うつ うつ病休職者はなぜ増加しているのか』晃洋書房、2020年5月。ISBN 978-4-7710-3358-0。
- 『捨てられる男たち 劣化した「男社会」の裏で起きていること』SBクリエイティブ〈SB新書〉、2021年6月。ISBN 978-4-8156-0772-2。
- 『男が心配』PHP研究所〈PHP新書〉、2022年7月15日。
- 『シン、男がつらいよ右肩下がりの時代の男性受難』朝日新聞出版（朝日新書）、2023年7月
- 『等身大の定年後お金・働き方・生きがい』光文社（光文社新書）、2024年7月。

【新聞】
- 日本経済新聞解説面「経済教室」

シニア層　戦力化の課題　人事制度を現役並みに（2024年1月）
生きづらさを考える「らしさ」の呪縛　解き放て（2022年12月）
- 朝日新聞解説面「私の視点」

　介護離職防ぐ職場環境を（2022年12月）
- 毎日新聞オピ二オン面「発言」

　「男らしさ」からの解放へ対話を（2021年7月）
【雑誌】
- 『THS21』（PHP研究所）連載「男らしさの呪縛」（2021年5月号～10月号）
- 『日経×women』連載「女性活躍時代をどう歩く？」（2021年4月～6月）

その他『現代ビジネス』『東洋経済オンライン』『週刊エコノミスト』などに寄稿。　
【ラジオ等】
- 文化放送「大竹まこと　ゴールデンラジオ！」
- ABEMA  Prime（＃アベプラ）
- RKBラジオ「田畑竜介Grooooow Up」